# Nitroglicerina (fármaco)
No contexto de farmacologia, nitroglicerina é um medicamento usado no tratamento de insuficiência cardíaca, hipertensão arterial e no tratamento e prevenção de dores no peito, quando a causa é irrigação insuficiente ou consumo de cocaína, incluindo também a dor causada por um enfarte do miocárdio. A nitroglicerina pode ser administrada por via oral, via sublingual ou por injeção.